# Deutsche Meisterschaft im karnevalistischen Tanzsport 2019
Die 48. Deutsche Meisterschaft im karnevalistischen Tanzsport 2019 fand vom 30. bis zum 31. März 2019 in der Volkswagen Halle Braunschweig statt. Veranstalter war der Bund Deutscher Karneval e.V.; als Ausrichter trat der Komitee Braunschweiger Karneval auf.
Die Meisterschaft wurde in den sechs Disziplinen Tanzpaare, Marschtanz, Tanzmariechen, Weibliche Garde, Gemischte Garden sowie Schautanz in den Altersklassen Jugend, Junioren und Aktive durchgeführt.

## Jugend

### Tanzpaare
| Platz | Tänzerin            | Tänzer                      | Verein                                       | Punkte |
| ----- | ------------------- | --------------------------- | -------------------------------------------- | ------ |
| 1     | Karolina Barbie     | Fabian Nikolas Meyer-Wilmes | Tanzsportgarde Rote Funken Harsewinkel e.V.  | 430    |
| 2     | Luise Rewitzer      | Nilo-Phelan Frenzl          | Tanzsportabteilung des TV Schönwald          | 430    |
| 3     | Anna Roth           | Jonathan Pump               | TC Fidele Sandhasen Oberlar e.V.             | 410    |
| 4     | Maya Graßmann       | Luis Tollhausen             | KG Wendene Seempött 1986 e.V.                | 397    |
| 5     | Franziska Singer    | Max Singer                  | 1. Waiblinger Faschingsgesellschaft          | 395    |
| 6     | Lorelai Biering     | Kostja Klepzig              | Pegauer Karneval Klub e.V.                   | 395    |
| 7     | Janina Koller       | Ricardo Eichele             | Gesellschaft TITZO Ditzingen                 | 392    |
| 8     | Marie Böhm          | Eli Brunner                 | 1. Hofer Karnevalsgesellschaft Narhalla e.V. | 389    |
| 9     | Janine Languth      | Julien Dannenberg           | Opus Cultum e.V. Erfurt                      | 385    |
| 10    | Dana Junkes         | Leon Reichert               | KG Die Glasspatzen e. V. Wadgassen           | 378    |
| 11    | Mariella Hornischer | Lenny-Etienne Zerfass       | FG 1970 und Stadtgarde Helmbrechts e.V.      | 375    |

### Marschtanz
| Platz | Verein                                         | Gruppe       | Punkte |
| ----- | ---------------------------------------------- | ------------ | ------ |
| 1     | GFTB Die Filderer e.V. 1966                    | Rote Garde   | 447    |
| 2     | Tanzsportgarde Rote Funken Harsewinkel e.V.    | Jugendgarde  | 433    |
| 3     | TSG TSV Bocholt e.V.                           | Jugendgarde  | 427    |
| 4     | Knoblauchsländer Karnevalsgesellsch. Buchnesia | Jugendgarde  | 426    |
| 5     | Tanzsportgarde Coburger Mohr e.V.              | Jugendgarde  | 425    |
| 6     | Feuerio Große Carnevalsges. 1898 Mannheim e.V. | Jugendgarde  | 424    |
| 7     | TSC Royal Rülzheim 1992 e.V.                   | Kindergarde  | 415    |
| 8     | TK Rote Husaren Neuenkirchen e.V.              | Jugendgarde  | 413    |
| 9     | Großenritter CG 1949 Baunatal                  | Jugendgarde  | 412    |
| 10    | Cannstatter Quellen-Club e.V. 1966             | Jugendgarde  | 408    |
| 11    | Mühlburger Carnevals Gesellschaft e.V.         | Grünschnäbel | 404    |
| 12    | TSA Sauerland im TV Arnsberg                   | Jugendgarde  | 400    |

### Tanzmariechen
| Platz | Tänzerin             | Verein                                        | Punkte      |
| ----- | -------------------- | --------------------------------------------- | ----------- |
| 1     | Aenne Rebhan         | Tanzsportgarde Coburger Mohr e.V.             | 455         |
| 2     | Leni Daniel          | Karneval-Club Röttenbach Die Besenbinder e.V. | 450         |
| 3     | Magdalena Bandrowska | TSG TSV Bocholt e.V.                          | 447         |
| 4     | Lara Keim            | Karneval-Club Röttenbach Die Besenbinder e.V. | 438         |
| 5     | Lisa Potthoff        | Tanzsportgarde Rote Funken Harsewinkel e.V.   | 431         |
| 6     | Helena Kouros        | GFTB Die Filderer e.V. 1966                   | 427         |
| 7     | Leonie Lauer         | Turn- und Sportverein Freienseen              | 421         |
| 8     | Taisha Nickelsen     | KTC Alsdorfer Tänzer 2007 e.V.                | 420         |
| 9     | Tuane Haxhiaj        | TSA Sauerland im TV Arnsberg                  | 414         |
| 10    | Katharina Jürgens    | TK Rote Husaren Neuenkirchen e.V.             | 408         |
|       | Melina Meißner       | Effect`s 2012 Coburg e.V.                     | abgebrochen |

### Schautanz
| Platz | Verein                                         | Gruppe                                        | Punkte |
| ----- | ---------------------------------------------- | --------------------------------------------- | ------ |
| 1     | TSG TSV Bocholt e.V.                           | Alles Meins                                   | 450    |
| 2     | TK Rote Husaren Neuenkirchen e.V.              | Ene, Mene, Miste, was rappelt in der Kiste    | 440    |
| 3     | Effect`s 2012 Coburg e.V.                      | Schraube locker, oder was?                    | 435    |
| 4     | Feuerio Große Carnevalsges. 1898 Mannheim e.V. | Der (M)auswanderer                            | 433    |
| 5     | Tanzsportgarde Rote Funken Harsewinkel e.V.    | Das Spiel ist aus, Mäusebande                 | 431    |
| 5     | SV Die Holzbiere Knielingen                    | Old but Gold                                  | 427    |
| 7     | Großenritter CG 1949 Baunatal                  | Will ich wirklich König sein                  | 426    |
| 8     | TC Rot-Weisse Funken Frickhofen 1971 e.V.      | Aus dem Nähkästchen                           | 424    |
| 9     | Tanzsportgarde Coburger Mohr e.V.              | Kleines Schaf, großer Held                    | 420    |
| 10    | Knoblauchsländer Karnevalsgesellsch. Buchnesia | Alles Blau oder was?                          | 419    |
| 11    | Mühlburger Carnevals Gesellschaft e.V.         | Trolls: Tu Gutes und werde bunt und glücklich | 415    |
| 12    | Suttroper KG e.V.                              | Schottland entdecken und staunen              | 407    |

## Junioren

### Tanzpaare
| Platz | Tänzerin                    | Tänzer            | Verein                                         | Punkte |
| ----- | --------------------------- | ----------------- | ---------------------------------------------- | ------ |
| 1     | Melina Frank                | Henri Massing     | GFTB Die Filderer e.V. 1966                    | 444    |
| 2     | Senara Geiger               | Linus Bornhäuser  | TanzSportGarde Ettlingen                       | 434    |
| 3     | Emily Klaus                 | Pascal Fuchs      | Knoblauchsländer Karnevalsgesellsch. Buchnesia | 427    |
| 4     | Sofia Grimm                 | Daniel Schmidt    | FG 1970 und Stadtgarde Helmbrechts e.V.        | 426    |
| 5     | Dana Kölle                  | Rafael Ivanisevic | Knoblauchsländer Karnevalsgesellsch. Buchnesia | 418    |
| 6     | Mara-Milena Öhrlein         | Samuel Stith      | Tanzsportabteilung TV 73 Würzburg              | 415    |
| 7     | Josefine Elling             | Louis Krömer      | TK Rote Husaren Neuenkirchen e.V.              | 412    |
| 8     | Lara Keim                   | Koray Güleryüz    | Karneval-Club Röttenbach Die Besenbinder e.V.  | 411    |
| 9     | Melissa Lichtblau           | Guillaume Perez   | KG Narhalla Rot-Weiß Marktredwitz e.V.         | 400    |
| 10    | Marie Döllstedt             | Torben Häfner     | Wasunger Carneval Club e.V.                    | 394    |
| 11    | Lucienne Chantal Dannenberg | Leon-Marc Günther | Opus Cultum e.V. Erfurt                        | 391    |
| 12    | Axlin Rieth                 | Marc Roth         | TC Fidele Sandhasen Oberlar e.V.               | 384    |
| 13    | Leana Schäfer               | Finn Behnke       | Carneval Club Obhausen e.V.                    | 384    |
| 14    | Fiona Amélie Remane         | Hannes Otto Klein | Waldeser Carneval Club Dessau e.V.             | 383    |

### Marschtanz
| Platz | Verein                                         | Gruppe        | Punkte |
| ----- | ---------------------------------------------- | ------------- | ------ |
| 1     | Großenritter CG 1949 Baunatal                  | Prinzengarde  | 455    |
| 2     | Knoblauchsländer Karnevalsgesellsch. Buchnesia | Juniorengarde | 455    |
| 3     | Tanzsportgarde Rote Funken Harsewinkel e.V.    | Juniorengarde | 445    |
| 4     | TK Rote Husaren Neuenkirchen e.V.              | Juniorengarde | 438    |
| 5     | SV Die Holzbiere Knielingen                    | Burgaugarde   | 438    |
| 6     | GFTB Die Filderer e.V. 1966                    | Grüne Garde   | 435    |
| 7     | Feuerio Große Carnevalsges. 1898 Mannheim e.V. | Juniorengarde | 435    |
| 8     | Lindener Narren Hannover TSC Blau-Weiß         | Juniorengarde | 425    |
| 9     | TSC Royal Rülzheim 1992 e.V.                   | Princessgarde | 424    |
| 10    | TSG TSV Bocholt e.V.                           | Juniorengarde | 424    |
| 11    | Mühlburger Carnevals Gesellschaft e.V.         | Gelbfüßler    | 422    |
| 12    | KG Schwerfe bliev Schwerfe                     | Juniorengarde | 416    |
| 13    | Tanzsportgarde Coburger Mohr e.V.              | Juniorengarde | 416    |
| 14    | Tanzsportabteilung TV 73 Würzburg              | Juniorengarde | 413    |

### Tanzmariechen
| Platz | Verein                                          | Tänzerin            | Punkte |
| ----- | ----------------------------------------------- | ------------------- | ------ |
| 1     | TK Rote Husaren Neuenkirchen e.V.               | Linn Sophie Endema  | 481    |
| 2     | Feuerio Große Carnevalsges. 1898 Mannheim e.V.  | Stella Reichert     | 467    |
| 3     | Knoblauchsländer Karnevalsgesellsch. Buchnesia  | Emilia Castaneda    | 459    |
| 4     | Karneval-Club Röttenbach Die Besenbinder e.V.   | Lea Höhn            | 452    |
| 5     | TK Rote Husaren Neuenkirchen e.V.               | Juli Marie Greßler  | 450    |
| 6     | Knoblauchsländer Karnevalsgesellsch. Buchnesia  | Celina Federschmidt | 447    |
| 7     | KG Grün Gold Scharnhorst                        | Kimberly Michalski  | 445    |
| 8     | Faschingsgilde der TS Marktredwitz/Dörflas e.V. | Nadine Eggert       | 433    |
| 9     | Mühlburger Carnevals Gesellschaft e.V.          | Alizee Dornier      | 432    |
| 9     | TK Rote Husaren Neuenkirchen e.V.               | Finja Raußen        | 432    |
| 11    | KG Grasbürger Randerath-Himmerich               | Luzie Graab         | 432    |
| 12    | GFTB Die Filderer e.V. 1966                     | Nina Geiger         | 430    |
| 13    | KTSG Lövenich-Baal 2013 e.V.                    | Lea Introp          | 428    |
| 14    | Großenritter CG 1949 Baunatal                   | Anastasia Konstans  | 427    |
| 15    | Tanzsportabteilung TV 73 Würzburg               | Nina Hess           | 420    |

### Schautanz
| Platz | Verein                                          | Gruppe                                                 | Punkte |
| ----- | ----------------------------------------------- | ------------------------------------------------------ | ------ |
| 1     | SV Die Holzbiere Knielingen                     | Mach mal Rast - sei unser Gast                         | 456    |
| 2     | Soul-City-Dancers TSV Hof                       | Heute ist ein schöner Tag!                             | 455    |
| 3     | Großenritter CG 1949 Baunatal                   | Was ist bloß in meinem Kopf los?                       | 447    |
| 4     | Karneval-Club Röttenbach Die Besenbinder e.V.   | Time After                                             | 447    |
| 5     | TSG TSV Bocholt e.V.                            | Ein Tag im Münchner Waschsalon                         | 441    |
| 6     | TK Rote Husaren Neuenkirchen e.V.               | Erdmännchen                                            | 439    |
| 7     | Effect`s 2012 Coburg e.V.                       | Spanien - Sensation Stierkampf                         | 439    |
| 8     | TSC Royal Rülzheim 1992 e.V.                    | Seite an Seite                                         | 436    |
| 9     | Tanzsportgarde Rote Funken Harsewinkel e.V.     | Und was versteckst du hinter deiner Maske?             | 431    |
| 10    | Knoblauchsländer Karnevalsgesellsch. Buchnesia  | Das Märchen einer traurigen Prinzessin                 | 430    |
| 11    | Faschingsgilde der TS Marktredwitz/Dörflas e.V. | Irgendwann fängt mein neues Leben an                   | 430    |
| 12    | Mühlburger Carnevals Gesellschaft e.V.          | Ich reise durch die Welt und poste was mir so gefällt! | 425    |
| 13    | TC Rot-Weisse Funken Frickhofen 1971 e.V.       | Wir sind Tage, die man nie vergisst                    | 425    |
| 14    | Lindener Narren Hannover TSC Blau-Weiß          | Schenk mir ein Lächeln                                 | 422    |

## Aktive

### Tanzpaare
| Platz | Tänzerin                | Tänzer                 | Verein                                         | Punkte        |
| ----- | ----------------------- | ---------------------- | ---------------------------------------------- | ------------- |
| 1     | Vanessa Ganser          | Robin Bottler          | Feuerio Große Carnevalsges. 1898 Mannheim e.V. | 476           |
| 2     | Sarah Danowski          | Nico Bonn              | KG Wendene Seempött 1986 e.V.                  | 460           |
| 3     | Celine Müller           | Fabian Stollsteimer    | GFTB Die Filderer e.V. 1966                    | 460           |
| 4     | Vivian Buckesfeld       | Stefan Trauer          | KG Schwerfe bliev Schwerfe                     | 450           |
| 5     | Kyana Karl              | Julien Karl            | KTC Alsdorfer Tänzer 2007 e.V.                 | 442           |
| 6     | Kirsten Orth            | Oliver Weber           | Mühlburger Carnevals Gesellschaft e.V.         | 441           |
| 7     | Andrea Heinz            | Malte Bürgermeister    | KTG Die Lossesterne, SV Kaufungen 07           | 435           |
| 8     | Melina Weller           | Julius Schumann        | FG 1970 und Stadtgarde Helmbrechts e.V.        | 435           |
| 9     | Samira Pruß             | Artur Schweizer        | TK Rote Husaren Neuenkirchen e.V.              | 429           |
| 10    | Nasseria Morales Martin | Justin Roth            | Feuerio Große Carnevalsges. 1898 Mannheim e.V. | 429           |
| 11    | Miriam Pape             | Julien-Marcel Butzmann | TSC Herkules Kassel 1960 e.V.                  | 425           |
| 12    | Cathleen Gentz          | Ben Adams              | TSV Bottrop e.V.                               | 424           |
| 13    | Anna Beck               | Tim Fichtner           | FG 1970 und Stadtgarde Helmbrechts e.V.        | 423           |
| 14    | Bianca Krämer           | Lars Bischoff          | Heidelberger Carneval Club 1960 e.V.           | 416           |
| 15    | Larissa Künzler         | Timo Schenk            | Karnevalsgesellschaft 1904 Durlach e.V.        | 413           |
| 16    | Ilaria Vitulano         | Thomas Kwick           | Feuerio Große Carnevalsges. 1898 Mannheim e.V. | 403           |
|       | Selina Balzer           | Alexej Balzer          | Mühlburger Carnevals Gesellschaft e.V.         | keine Wertung |

### Tanzgarden
| Platz | Verein                                         | Gruppe            | Punkte |
| ----- | ---------------------------------------------- | ----------------- | ------ |
| 1     | Großenritter CG 1949 Baunatal                  | Stadtgarde        | 488    |
| 2     | Karneval-Club Röttenbach Die Besenbinder e.V.  | Besenbindergarde  | 482    |
| 3     | TK Rote Husaren Neuenkirchen e.V.              | Aktivengarde      | 476    |
| 4     | Knoblauchsländer Karnevalsgesellsch. Buchnesia | Selleriegarde     | 471    |
| 5     | SV Die Holzbiere Knielingen                    | Victoriagarde     | 464    |
| 6     | Tanzsportgarde Rote Funken Harsewinkel e.V.    | Weibliche Garde   | 458    |
| 7     | GFTB Die Filderer e.V. 1966                    | Blaue Garde       | 458    |
| 8     | TSC Royal Rülzheim 1992 e.V.                   | Royalgarde        | 447    |
| 9     | Tanzsportgarde Coburger Mohr e.V.              | Weibliche Garde   | 445    |
| 10    | KG Schwerfe bliev Schwerfe                     | Weibliche Garde   | 442    |
| 11    | Feuerio Große Carnevalsges. 1898 Mannheim e.V. | Weibliche Garde   | 442    |
| 12    | KTC Alsdorfer Tänzer 2007 e.V.                 | Glück-auf-Garde   | 437    |
| 13    | Mühlburger Carnevals Gesellschaft e.V.         | Fliedergarde      | 437    |
| 14    | Lindener Narren Hannover TSC Blau-Weiß         | Prinzenehrengarde | 430    |
| 15    | TSG TSV Bocholt e.V.                           | Ü-15 Garde        | 428    |
| 16    | Pegauer Karneval Klub e.V.                     | Funkengarde       | 415    |

### Gemischte Garden
| Platz | Verein                                         | Gruppe                          | Punkte |
| ----- | ---------------------------------------------- | ------------------------------- | ------ |
| 1     | GFTB Die Filderer e.V. 1966                    | Gemischte Garde                 | 457    |
| 2     | Mühlburger Carnevals Gesellschaft e.V.         | Gemischte Garde                 | 456    |
| 3     | KG Schwerfe bliev Schwerfe                     | Gemischte Garde                 | 447    |
| 4     | Tanzsportgemeinschaft Bellheim e.V.            | Gemischte Garde                 | 439    |
| 5     | Feuerio Große Carnevalsges. 1898 Mannheim e.V. | Gemischte Garde                 | 439    |
| 6     | FG 1970 und Stadtgarde Helmbrechts e.V.        | Gemischte Garde                 | 432    |
| 7     | TSC Herkules Kassel 1960 e.V.                  | Kasseler Stadtgarde             | 426    |
| 8     | KTC Alsdorfer Tänzer 2007 e.V.                 | Zechengarde                     | 422    |
| 9     | KTG Die Lossesterne, SV Kaufungen 07           | Gemischte Garde                 | 415    |
| 10    | Tanzgruppe Merseburg-Meuschau e.V.             | Schlossgarde                    | 413    |
| 11    | Karnevalsgesellschaft 1904 Durlach e.V.        | Gemischte Garde                 | 410    |
| 12    | TC Fidele Sandhasen Oberlar e.V.               | Gemischte Garde                 | 408    |
| 13    | Karnevalsgesellschaft Töpen e.V.               | Gemischte Garde                 | 405    |
| 14    | KG Wendene Seempött 1986 e.V.                  | Winzergarde                     | 400    |
| 15    | KG Li-Ge-Ka e.V. Saarlouis                     | Gemischte Garde                 | 389    |
| 16    | KG Humor Merzig 1878 e.V.                      | Die Lauserten - Männliche Garde | 251    |

### Tanzmariechen
| Platz | Verein                                          | Tänzerin              | Punkte |
| ----- | ----------------------------------------------- | --------------------- | ------ |
| 1     | Karneval-Club Röttenbach Die Besenbinder e.V.   | Liana Wolf            | 495    |
| 2     | Karneval-Club Röttenbach Die Besenbinder e.V.   | Bianca Dürrbeck       | 484    |
| 3     | Feuerio Große Carnevalsges. 1898 Mannheim e.V.  | Vanessa Ganser        | 474    |
| 4     | Karneval-Club Röttenbach Die Besenbinder e.V.   | Carina Mayer          | 470    |
| 5     | GFTB Die Filderer e.V. 1966                     | Celine Müller         | 468    |
| 6     | Karneval-Club Röttenbach Die Besenbinder e.V.   | Michelle Zerrahn      | 462    |
| 7     | TK Rote Husaren Neuenkirchen e.V.               | Samira Pruß           | 460    |
| 8     | Karneval-Club Röttenbach Die Besenbinder e.V.   | Antonia Popp          | 459    |
| 9     | Feuerio Große Carnevalsges. 1898 Mannheim e.V.  | Ilaria Vitulano       | 453    |
| 10    | TK Rote Husaren Neuenkirchen e.V.               | Luana Kristin Greßler | 452    |
| 11    | KG Schwerfe bliev Schwerfe                      | Vivian Buckesfeld     | 448    |
| 12    | Faschingsgilde der TS Marktredwitz/Dörflas e.V. | Lena Meyer            | 446    |
| 13    | TSV Bottrop e.V.                                | Cathleen Genz         | 443    |
| 14    | Tanzsportgarde Rote Funken Harsewinkel e.V.     | Paulina Fölling       | 439    |
| 15    | Tanzsportgarde Rote Funken Harsewinkel e.V.     | Elena Krieft          | 438    |
| 16    | KTC Alsdorfer Tänzer 2007 e.V.                  | Wiebke Beckers        | 438    |

### Schautanz
| Platz | Verein                                          | Gruppe                                          | Punkte |
| ----- | ----------------------------------------------- | ----------------------------------------------- | ------ |
| 1     | Karneval-Club Röttenbach Die Besenbinder e.V.   | Top Secret                                      | 489    |
| 2     | Soul-City-Dancers TSV Hof                       | In Gedenken an ?                                | 480    |
| 3     | SV Die Holzbiere Knielingen                     | Mit Gefühl?                                     | 469    |
| 4     | Effect`s 2012 Coburg e.V.                       | Boten des Schicksals                            | 466    |
| 5     | Großenritter CG 1949 Baunatal                   | und solange ich an Dich denke, ist dein Leben?  | 461    |
| 6     | Faschingsgilde der TS Marktredwitz/Dörflas e.V. | Hercule Poirot, der Meister aller Detektive     | 457    |
| 7     | Knoblauchsländer Karnevalsgesellsch. Buchnesia  | Schau die Mutter an - und du begreifst das Kind | 456    |
| 8     | Faschingsgesellschaft Versbach e.V.             | R(h)eingefallen                                 | 449    |
| 9     | TSG TSV Bocholt e.V.                            | Ja oder nein? Das Gewissen entscheidet          | 445    |
| 10    | TK Rote Husaren Neuenkirchen e.V.               | Morpheus vs. Incubus- dämonischer Kampf?        | 444    |
| 11    | Feuerio Große Carnevalsges. 1898 Mannheim e.V.  | Altes Hotel + Neue Show                         | 439    |
| 12    | Narrenzunft Schmalzloch Hörden e.V.             | Zeitlos                                         | 438    |
| 13    | Tanzsportgarde Rote Funken Harsewinkel e.V.     | Wenn das letzte Blütenblatt fällt               | 434    |
| 14    | KG de Japstöck Kückhoven e.V.                   | Kumani - eine Göttin auf Zeit                   | 431    |
| 15    | TV Flerke-Welver 1928 e.V.                      | Dia des los Muertos-Fiesta der Legenden         | 431    |
| 16    | Wasunger Carneval Club                          | Edward mit den Scherenhänden                    | 426    |